# Meiziya
Meiziya (kinesiska: 梅子垭) är en köping i sydvästra Kina. Den ligger i Pengshui härad i storstadsområdet Chongqing, omkring 190 kilometer öster om det centrala stadsdistriktet Yuzhong. Antalet invånare är 9 643. Befolkningen består av 4 629 kvinnor och 5 014 män. Barn under 15 år utgör 30 %, vuxna 15-64 år 58 %, och äldre över 65 år 11,0 %.